# Mont Shinten
Le mont Shinten (信天山, Shinten-yama) est une montagne culminant à 105 m d'altitude sur Kuba-jima dans les îles Senkaku, à Ishigaki dans la préfecture d'Okinawa au Japon. C'est le second point le plus élevé de l'île après le mont Chitose.